# تومباتو
تومباتو (بالسواحلية: Kisiwa cha Tumbatu)‏ هي عبارة عن جزيرة صغيرة تنتمي إلى أرخبيل زنجبار التّابعة لجمهوريّة تنزانيا. يبلغ طول الجزيرة ما يقارب 8 كلم وعرضها 2 كلم وتحيط بها الشّعاب المرجانيّة، ممّا يجعلها معزولة عن باقي زنجبار.